# كأس جمهورية أيرلندا 1929–30
كأس جمهورية أيرلندا 1929–30 (بالإنجليزية: 1929–30 FAI Cup)‏ هو الموسم 9 من كأس جمهورية أيرلندا. أشرف على تنظيمه اتحاد أيرلندا لكرة القدم، وفاز فيه نادي شامروك روفرز.